# جيزيلا انطون
جيزيلا انطون (بالألمانية: Gisela Anton)‏ (و. 1955 – م) هي فيزيائية، وأستاذة جامعية من ألمانيا .

## مناصب وهيئات
أدارت جامعة إرلنجن نورنبيرغ.

## جوائز
حصلت على جوائز منها:
- وسام الاستحقاق البافاري
- صليب وسام الاستحقاق من جمهورية ألمانيا الاتحادية
- النيشان البافاري الماكسيميلياني للعلوم والفن.